# Getulio Marcaccini
Getulio Marcaccini (Italia; 25 de mayo de 1938-Italia; 10 de febrero de 1989) fue un piloto de motociclismo italiano.

## Biografía
Marcaccini compitió en el Tourist Trophy de la Isla de Man, el Campeonato nacional italiano de Motociclismo e incluso el Campeonato del mundo de Motociclismo. 
En el Campeonato nacional italiano de Motociclismo, ganó el campeonato de la categoría cadetti de 125cc en 1959. En 1961, resultó ser 3.º en la categoría de 125cc. En 1971, fue 4.º en la categoría de 500cc.
En el TT de la Isla de Man, participó en categorías de Junior y Senior.
En el Campeonato del mundo de Motociclismo, ha participado en 250cc, 350cc y 500cc. Siempre corrió para Aermacchi. Hizo su debut en las cilindradas de 250cc y 350cc en el Gran Premio de las Naciones de 1970, obteniendo en ambas carreras la 14.ª posición. En el Gran Premio de España de 1972, obtuvo un 8.º puesto con 3 puntos en la cilindrada de 500cc, haciendo su único debut en dicha cilindrada, siendo así también la última participación en el campeonato del mundo.
Getulio es padre de Roger Marcaccini, quién actualmente trabaja para el Aspar Team en el Campeonato del mundo de Motociclismo. 
Getulio murió el 10 de febrero de 1989 a la edad de 50 años. Padecía lesiones de un accidente de tráfico.

## Resultados en el Campeonato del Mundo
1970: 000 puntos (NC) (Aermacchi) (250cc)
1970: 000 puntos (NC) (Aermacchi) (350cc)
1972: 003 puntos (39.º) (Aermacchi) (500cc)